# Тінгсборо (Массачусетс)
Тінгсборо (англ. Tyngsborough) — місто (англ. town) в США, в окрузі Міддлсекс штату Массачусетс. Населення — 12 380 осіб (2020).

## Демографія
Згідно з переписом 2010 року, у місті мешкали 11 292 особи в 3999 домогосподарствах у складі 3057 родин. Було 4206 помешкань
Расовий склад населення:
| - 92,0 % — білих - 4,7 % — азіатів - 1,1 % — чорних або афроамериканців - 0,1 % — корінних американців |

До двох чи більше рас належало 1,4 %. Частка іспаномовних становила 2,3 % від усіх жителів.
За віковим діапазоном населення розподілялося таким чином: 25,3 % — особи молодші 18 років, 65,8 % — особи у віці 18—64 років, 8,9 % — особи у віці 65 років та старші. Медіана віку мешканця становила 40,6 року. На 100 осіб жіночої статі у місті припадало 95,5 чоловіків;  на 100 жінок у віці від 18 років та старших — 93,8 чоловіків також старших 18 років.
Середній дохід на одне домашнє господарство  становив 120 570 доларів США (медіана — 101 303), а середній дохід на одну сім'ю — 137 606 доларів (медіана — 120 579). Медіана доходів становила 67 846 доларів для чоловіків та 58 558 доларів для жінок. За межею бідності перебувало 7,1 % осіб, у тому числі 8,8 % дітей у віці до 18 років та 0,4 % осіб у віці 65 років та старших.
Цивільне працевлаштоване населення становило 7325 осіб. Основні галузі зайнятості: освіта, охорона здоров'я та соціальна допомога — 25,5 %, науковці, спеціалісти, менеджери — 15,6 %, виробництво — 13,8 %.